# 巧如
巧如（ぎょうにょ）は、南北朝時代から室町時代の浄土真宗の僧。浄土真宗本願寺派第6世宗主・真宗大谷派第6代門首。大谷本願寺住職。諱は玄康。法印権大僧都。父は第5世綽如。日野資康の猶子。第7世存如は長男。子に空覚（光崇）、見秀尼、如乗（宣祐）、万徳院長命。弟に藤島超勝寺開基頓円（鸞芸）と荒川興行寺開基周覚（玄真）。

## 生涯
年齢は、数え年。日付は、文献との整合を保つ為、生歿年月日を除き旧暦（宣明暦）表示とし、南北朝時代の元号は、北朝（京都）で表記する。
- 永和2年（1376年）、本願寺第五世綽如の第二子として誕生する。後に権大納言日野資康の猶子となって青蓮院で得度し大納言と称する。
- 康応2年/明徳元年（1390年）、綽如は「本願寺」を継承し第5世になるも、まもなく寺務を法嗣である巧如に委任し、越中国杉谷に草庵を結び退隠する。
- 明徳4年（1393年）4月24日、綽如が示寂。
- 応永元年（1394年）、本願寺住持職を継承し、とくに北陸への教化に尽力。弟の頓円を越前国の藤島超勝寺に、4男の如乗を越中国瑞泉寺に派遣した。
- 応永22年（1415年）、嫡孫・蓮如生まれる。
- 永享8年（1436年）、長男・存如に職を委譲し、存如が本願寺第7世となる。
- 永享12年10月14日（1440年11月17日[2] ）、65歳で示寂。